# Larraña
Larraña es una entidad de población española del municipio de Oñate, perteneciente a la provincia de Guipúzcoa, en la comunidad autónoma del País Vasco. En 2022, tenía empadronados 207 habitantes.